# Radosław Rybak
Radosław Rybak (ur. 25 marca 1973 w Rawie Mazowieckiej) – polski siatkarz, 46-krotny reprezentant Polski w latach 2002–2004, m.in. na XV Igrzyskach Olimpijskich w Atenach w roku 2004, gdzie zajął wraz z reprezentacją Polski 5-8. miejsce, ex aequo z reprezentacjami Argentyny, Grecji i Serbii i Czarnogóry. Z wykształcenia jest lekarzem weterynarii. Absolwent Akademii Rolniczo-Technicznej w Olsztynie. Ukończył studia na wydziale weterynarii w 1998 roku.
Od 2020 roku zawodowo pracuje jako weterynarz w Islandii.
Żonaty z Joanną, ma dwóch synów: Szymona i Tymoteusza oraz córkę Zuzannę.
Od 2014 roku był prezesem Espadonu Szczecin, funkcję tę przestał pełnić w trakcie sezonu 2016/2017.

## Przebieg kariery
| Siatkarz                  | Siatkarz                             | Siatkarz                             | Siatkarz                             | Siatkarz                             | Siatkarz                             | Siatkarz                             | Siatkarz                             | Siatkarz                             | Siatkarz                             | Siatkarz                             |                                      |
| ------------------------- | ------------------------------------ | ------------------------------------ | ------------------------------------ | ------------------------------------ | ------------------------------------ | ------------------------------------ | ------------------------------------ | ------------------------------------ | ------------------------------------ | ------------------------------------ | ------------------------------------ |
| Lata                      | Klub                                 | Klub                                 | Klub                                 | Klub                                 | Klub                                 | Klub                                 | Klub                                 | Klub                                 | Klub                                 | Klub                                 | Klub                                 |
| 1992–1994                 | Mazovia Rawa Mazowiecka (wychowanek) | Mazovia Rawa Mazowiecka (wychowanek) | Mazovia Rawa Mazowiecka (wychowanek) | Mazovia Rawa Mazowiecka (wychowanek) | Mazovia Rawa Mazowiecka (wychowanek) | Mazovia Rawa Mazowiecka (wychowanek) | Mazovia Rawa Mazowiecka (wychowanek) | Mazovia Rawa Mazowiecka (wychowanek) | Mazovia Rawa Mazowiecka (wychowanek) | Mazovia Rawa Mazowiecka (wychowanek) | Mazovia Rawa Mazowiecka (wychowanek) |
| 1994–1998                 | AZS ART Olsztyn                      | AZS ART Olsztyn                      | AZS ART Olsztyn                      | AZS ART Olsztyn                      | AZS ART Olsztyn                      | AZS ART Olsztyn                      | AZS ART Olsztyn                      | AZS ART Olsztyn                      | AZS ART Olsztyn                      | AZS ART Olsztyn                      | AZS ART Olsztyn                      |
| 1998–2000                 | Jastrzębie Borynia                   | Jastrzębie Borynia                   | Jastrzębie Borynia                   | Jastrzębie Borynia                   | Jastrzębie Borynia                   | Jastrzębie Borynia                   | Jastrzębie Borynia                   | Jastrzębie Borynia                   | Jastrzębie Borynia                   | Jastrzębie Borynia                   | Jastrzębie Borynia                   |
| 2000–2003                 | Morze Szczecin                       | Morze Szczecin                       | Morze Szczecin                       | Morze Szczecin                       | Morze Szczecin                       | Morze Szczecin                       | Morze Szczecin                       | Morze Szczecin                       | Morze Szczecin                       | Morze Szczecin                       | Morze Szczecin                       |
| 2003–2005                 | Ivett Jastrzębie Borynia             | Ivett Jastrzębie Borynia             | Ivett Jastrzębie Borynia             | Ivett Jastrzębie Borynia             | Ivett Jastrzębie Borynia             | Ivett Jastrzębie Borynia             | Ivett Jastrzębie Borynia             | Ivett Jastrzębie Borynia             | Ivett Jastrzębie Borynia             | Ivett Jastrzębie Borynia             | Ivett Jastrzębie Borynia             |
| 2005–2010                 | AZS Politechnika Warszawska          | AZS Politechnika Warszawska          | AZS Politechnika Warszawska          | AZS Politechnika Warszawska          | AZS Politechnika Warszawska          | AZS Politechnika Warszawska          | AZS Politechnika Warszawska          | AZS Politechnika Warszawska          | AZS Politechnika Warszawska          | AZS Politechnika Warszawska          | AZS Politechnika Warszawska          |
| 2010 (do 26.11.2010)      | KS Lechia Tomaszów Mazowiecki        | KS Lechia Tomaszów Mazowiecki        | KS Lechia Tomaszów Mazowiecki        | KS Lechia Tomaszów Mazowiecki        | KS Lechia Tomaszów Mazowiecki        | KS Lechia Tomaszów Mazowiecki        | KS Lechia Tomaszów Mazowiecki        | KS Lechia Tomaszów Mazowiecki        | KS Lechia Tomaszów Mazowiecki        | KS Lechia Tomaszów Mazowiecki        | KS Lechia Tomaszów Mazowiecki        |
| 2010–2011 (od 27.11.2010) | Pamapol Wielton Wieluń               | Pamapol Wielton Wieluń               | Pamapol Wielton Wieluń               | Pamapol Wielton Wieluń               | Pamapol Wielton Wieluń               | Pamapol Wielton Wieluń               | Pamapol Wielton Wieluń               | Pamapol Wielton Wieluń               | Pamapol Wielton Wieluń               | Pamapol Wielton Wieluń               | Pamapol Wielton Wieluń               |
| 2017–2019                 | Afturelding Mosfellsbær              | Afturelding Mosfellsbær              | Afturelding Mosfellsbær              | Afturelding Mosfellsbær              | Afturelding Mosfellsbær              | Afturelding Mosfellsbær              | Afturelding Mosfellsbær              | Afturelding Mosfellsbær              | Afturelding Mosfellsbær              | Afturelding Mosfellsbær              | Afturelding Mosfellsbær              |
| 2020–2022                 | Hamar Hveragerði                     | Hamar Hveragerði                     | Hamar Hveragerði                     | Hamar Hveragerði                     | Hamar Hveragerði                     | Hamar Hveragerði                     | Hamar Hveragerði                     | Hamar Hveragerði                     | Hamar Hveragerði                     | Hamar Hveragerði                     | Hamar Hveragerði                     |
| Inne funkcje              |                                      |                                      |                                      |                                      |                                      |                                      |                                      |                                      |                                      |                                      |                                      |
| Lata                      | Klub                                 | Funkcja                              |                                      |                                      |                                      |                                      |                                      |                                      |                                      |                                      |                                      |
| 2014–2016                 | Espadon Szczecin                     | prezes                               |                                      |                                      |                                      |                                      |                                      |                                      |                                      |                                      |                                      |
| 2016–2017                 | Espadon Szczecin                     | dyrektor sportowy                    |                                      |                                      |                                      |                                      |                                      |                                      |                                      |                                      |                                      |
| 2020–2022                 | Hamar Hveragerði                     | I trener                             |                                      |                                      |                                      |                                      |                                      |                                      |                                      |                                      |                                      |

## Jako zawodnik

### Sukcesy klubowe
Mistrzostwo Polski:
- 2004[3]

Superpuchar Islandii:
- 2021

Puchar Islandii:
- 2021, 2022

Mistrzostwo Islandii:
- 2022
- 2019

### Nagrody indywidualne
- 2002: Najlepszy zagrywający Polskiej Ligi Siatkówki w sezonie 2001/2002
- 2022: MVP Pucharu Islandii

## Jako trener

### Sukcesy klubowe
Puchar Islandii:
- 2021, 2022

Mistrzostwo Islandii:
- 2021, 2022

Superpuchar Islandii:
- 2021